# Тюлянь (Давлекановский район)
Тюлянь, посёлок разъезда Тюлянь (баш. Төйлән разъезы) — упразднённый в 2005 году посёлок Курманкеевского сельсовета Давлекановского района Республики Башкортостан.

## География
Находился у разъезда Тюлянь, вблизи реки Тюлянь.

### Географическое положение
Расстояние до (на 1 января 1969):
- районного центра (Давлеканово): 9 км,
- центра сельсовета (Дюртюли): 5 км,
- ближайшей ж/д станции (Давлеканово): 9 км.

## История
Поселок ж-д разъезд Тюлянь (от Төйлән (төйлөгән ‘коршун’)) появился при строительстве железной дороги. В селении жили семьи тех, кто обслуживал инфраструктуру разъезда.
Закон Республики Башкортостан от 20 июля 2005 года № 211-з «О внесении изменений в административно-территориальное устройство Республики Башкортостан в связи с образованием, объединением, упразднением и изменением статуса населённых пунктов, переносом административных центров» гласил:

ст.1

4. Упразднить следующие населенные пункты:

17) в Давлекановском районе:
а) поселок Тюлянь Бик-Кармалинского сельсовета;

б) поселок разъезда Тюлянь Курманкеевского сельсовета;

в) деревню Яковлевка Поляковского сельсовета

## Население
На 1 января 1969 года проживали 39 человек; преимущественно башкиры.